# Oberflachs
Oberflachs es una comuna suiza del cantón de Argovia, ubicada en el distrito de Brugg. Limita al norte con la comuna de Schinznach-Dorf, al este Veltheim, al sur con Auenstein, y al oeste con Thalheim.